# Thomas et ses amis : La Grande Course
 (octobre 2023).
Si vous disposez d'ouvrages ou d'articles de référence ou si vous connaissez des sites web de qualité traitant du thème abordé ici, merci de compléter l'article en donnant les références utiles à sa vérifiabilité et en les liant à la section « Notes et références ».
Série Thomas et ses amis
La Légende du trésor perdu
(2015) Aventure sur le continent
(2017)
Pour plus de détails, voir Fiche technique et Distribution.
Thomas et ses amis : La Grande Course (Thomas & Friends: The Great Race) est un film britannique réalisé par David Stoten, sorti en 2016. Il est issu de la franchise Thomas et ses amis.

## Synopsis
Entraînés par le petit train et la musique des mots, les enfants découvrent le monde imaginaire de Thomas et ses amis James, Percy, Henry, Emily, Gordon et le Gros Contrôleur qui veille au bon fonctionnement des opérations.

## Fiche technique
- Titre : Thomas et ses amis : La Grande Course
- Titre original : Thomas & Friends: The Great Race
- Réalisation : David Stoten
- Scénario : Andrew Brenner d'après la série télévisée Thomas et ses amis basée sur les livres de Wilbert Vere Awdry
- Musique : Chris Renshaw
Oliver Davis
Andrew Brenner
- Production : Ian McCue, Robert Anderson, Lynda Craigmyle, Jane Sobol
- Société de production : HIT Entertainment, Arc Productions
- Société de distribution : Universal Pictures Home Entertainment
- Pays :  Royaume-Uni
- Genre : Animation, film musical, comédie et aventure
- Durée : 60 minutes
- Dates de sortie : 
  -  Royaume-Uni : 21 mai 2016
  -  Canada : 13 septembre 2016
  -  France : 8 novembre 2016

## Distribution

### Britannique
- John Hasler : Thomas et Rheneas
- Keith Wickham : Edward, Henry, Gordon, James, Salty, Den, Norman, Stafford, Skarloey, Sir Handel, Bert, The Fat Controller et Some Workmen
- Nigel Pilkington : Percy
- Teresa Gallagher : Emily, Belle, Frieda, Gina, Daisy, Marion, Annie et Clarabel
- Steven Kynman : Duck, Charlie, Porter, Dart, Paxton et Peter Sam
- Joe Mills : Donald, Douglas et Oliver
- Matt Wilkinson : Spencer, Stanley, Cranky, Kevin et The Dock Manager
- Rasmus Hardiker : Philip
- Kerry Shale : Scruff et Diesel
- David Bedella : Victor et Carlos
- Bob Golding : Stephen, Sidney et Ivan
- Tim Whitnall : Timothy et Mike
- Tom Stourton : Rex
- Jonathan Broadbent : Bill et Ben
- Jonathan Forbes : Connor
- Rebecca O'Mara : Caitlin
- Robert Wilfort : Samson et Juge du Grand Salon Ferroviaire
- Rufus Jones : Flying Scotsman
- Rob Rackstraw : Axel, Raul, Etienne, Flynn et L'annonceur du Grand Salon Ferroviaire
- Tina Desai : Ashima
- John Schwab : Vinnie
- Christopher Ragland : Percy
- Jules de Jongh : Emily

### Américain
- Joseph May : Thomas
- William Hope : Edward et The Dock Manager
- Kerry Shale : Henry, Gordon, Scruff, Diesel et Kevin
- Rob Rackstraw : James, Axel, Raul, Norman, Etienne, Flynn et L'annonceur du Grand Salon Ferroviaire
- Christopher Ragland : Percy
- Jules de Jongh : Emily
- Steven Kynman : Duck, Charlie, Dart, Paxton et Peter Sam
- Joe Mills : Donald, Douglas et Oliver
- Teresa Gallagher : Belle, Frieda, Gina, Daisy, Marion, Annie et Clarabel
- Keith Wickham : Stanley, Salty, Den, Norman, Stafford, Skarloey, Sir Handel, Bert, Sir Topham Hatt et Some Workmen
- Glenn Wrage : Spencer et Cranky
- Rasmus Hardiker : Philip
- David Menkin (en) : Porter
- David Bedella : Victor et Carlos
- Bob Golding : Stephen, Sidney et Ivan
- Tim Whitnall : Timothy et Mike
- Tom Stourton : Rex
- Jonathan Broadbent : Bill et Ben
- Jonathan Forbes : Connor
- Rebecca O'Mara : Caitlin
- Robert Wilfort : Samson et Juge du Grand Salon Ferroviaire
- Rufus Jones : Flying Scotsman
- Tina Desai : Ashima
- John Schwab : Vinnie
- John Hasler : Rheneas